# وسام الشرف الفخري لبطريركية الروم الأرثوذكس في القدس
وسام الشرف الفخري لبطريركية الروم الأرثوذكس في القدس (اليونانية: Τάγμα Ορθοδόξων Σταυροφόρων του Παναγίου Τάφου) هو وسام تأسس في بطريركية الروم الأرثوذكس في القدس، كنيسة القيامة. البطريركية الأرثوذكسية اليونانية في القدس هي الراعي للنظام الأرثوذكسي اليوناني "المنظمة الإكسترية للقبر المقدس" (باللغة اليونانية: Τάγμα Ορθοδόξων Σταυροφόρων του Παναγίου Τάφου lit. 'النظام الأرثوذكسي للحاملين الصليب من القبر المقدسة)، والمتميز من الكنيسة الرومانية الكاثوليكية من نفس الاسم (باللاتينية: Ordo Equestris Sancti Sepulcri Hierosolymitani، OESSH).
يمنح البطريرك الأرثوذكسيون لقب "أعلى رئيس السلطات" شخصيات معترف بها بشكل خاص، سواء كان ذلك دبلوماسيين يونانيين، ضباط عسكريين وأعضاء دين الأرثوثوذكسيونيون، أو غير يونانيين مثل رئيس الوزراء الروسي في ذلك الوقت ديمتري ميدفيديف أو الحارس الفرنسيكي في الأرض المقدسة، بييرباتيستا بيتزابالا. حصلت السيدة الأولى الأمريكية جاكلين كينيدي على الصليب الكبير في عام 1961.
شهادات اللغة الثنائية (اليونانية والفرنسية) التي تصحب الشعارات التي تمنح لأولئك الذين حصلوا على عضوية معروفة منذ عام 1925 على الأقل، ويتم إدراجها باللغة الفرنسية مع عنوان "Ordre du Saint-Sépulcre orthodox".
"المنظمة الأرثوذكسية للقبر المقدس"، والتي هي ترجمة غير كاملة تماما من الاسم اليوناني للمنظمة. فاز اليوناني كوساتاس ديمترياديس بميدالية ذهبية في مسابقات الفن في دورة الألعاب الأولمبية الصيفية عام 1924، وحصل على لقب القائد ("Commandeur de l'Ordre du Saint-Sépulcre orthodox") في 25 مارس 1925.